# Tauras Taurogi
Tauras Taurogi (lit. Futbolo Klubas Tauras) – litewski klub piłkarski z siedzibą w Taurogach.

## Historia
Chronologia nazw:
- 1942—1946: Tauras Taurogi (lit. Tauras Tauragė)
- 1947—1956: Žalgiris Taurogi (lit. Žalgiris Tauragė)
- 1957—1958: Maistas Taurogi (lit. Maistas Tauragė)
- 1959—1961: MSK Taurogi (lit. Maisto Sporto Klubas (MSK) Tauragė)
- 1962—1946: Tauras Taurogi (lit. Tauras Tauragė)
- 1990—1991: Elektronas Taurogi (lit. Elektronas Tauragė)
- 1992—1994: Tauras-Karšuva Taurogi (lit. Tauras-Karšuva Tauragė)
- 1995—2004: Tauras Taurogi (lit. Tauras Tauragė)
- 2005—2007: Tauras ERRA Taurogi (lit. Tauras ERRA Tauragė)
- 2008—...: Tauras Taurogi (lit. Tauras Tauragė)

Klub piłkarski pod nazwą Sporto Sąjunga Taurogi został założony w 1922 r. i występował w rozgrywkach lokalnych. Potem do 1941 klub występował jako FK Szawle. W czasy niemieckiej okupacji klub nazywał się Tauras Taurogi, a w 1947 przyjął nazwę Žalgiris Taurogi. W końcu lat 50. XX wieku klub nosił nazwy Maistas Taurogi i MSK Taurogi, ale w 1962 powrócił do nazwy Tauras Taurogi.
W 1990 uczestniczył jako Elektronas Taurogi w regionalnej Aukščiausioji lyga, w której zajął 4 miejsce, co pozwoliło w 1991 r. debiutować w pierwszej lidze litewskiej (A Lyga). W 1992 klub zmienił nazwę na Tauras-Karšuva Taurogi. W sezonie 1994/95 występował w drugiej lidze, ale szybko powrócił do niej w 1995 jak i do nazwy Tauras Taurogi. W 1998 zespół opuścił najwyższą ligę już na dłużej. W latach 2005—2007 nazywał się Tauras ERRA Taurogi. W 2008 klub zajął pierwsze miejsce w drugiej lidze litewskiej (I lyga) i od 2009 występuje w A Lydze.

## Osiągnięcia
- Mistrzostwo Litewskiej SRR:

mistrz: 1987
wicemistrz: 1948
- Puchar Litewskiej SRR:

finalista: 1989
- A lyga:

5 miejsce: 2009
- Puchar Litwy:

finalista: 2009

## Europejskie puchary
Legenda do wszystkich tabel:
- Q – runda eliminacyjna, 1/16, 1/8, 1/4, 1/2 – odpowiednia faza rozgrywek, Grupa – runda grupowa, 1r gr – pierwsza runda grupowa, 2r gr – druga runda grupowa, F – finał, R – runda, PO – play-off
- k. – rzuty karne, los. – losowanie, Dogr. – dogrywka, w. – zasada bramek strzelonych na wyjeździe

| Sezon   | Rozgrywki   | Runda | Klub         | Dom | Wyjazd | Ogólnie    |
| ------- | ----------- | ----- | ------------ | --- | ------ | ---------- |
| 2010/11 | Liga Europy | 1Q    | Llanelli     | 3–2 | 2–2    | 5–4, Dogr. |
| 2010/11 | Liga Europy | 2Q    | APOEL FC     | 0–3 | 1–3    | 1–6        |
| 2011/12 | Liga Europy | 2Q    | ADO Den Haag | 2–3 | 0–2    | 2–5        |